# Бурбика Віталій Олександрович
Віталій Олександрович Бурбика (нар. 23 березня 1978, м. Козельськ) — український політик, депутат Сумська міська рада.

## Біографія
Народився 23 березня 1978 року в м. Козельськ, Калузька область.
За національністю українець.
У 1993 закінчив загальноосвітню школу I-III ступенів № 20 м. Суми.
У 1996 р. закінчив загальноосвітню школу II-III ступенів № 2 в м. Суми.
У 1998 р. закінчив Сумський гуманітарно-економічний коледж.
У 2008 р. закінчив навчання на факультеті права та підприємництва Сумської юридичної філії Харківського національного університету внутрішніх справ, здобувши кваліфікацію спеціаліст.
З 1999 р. і по теперішній час приватний підприємець.
У 2018 році отримав науковий ступінь кандидата юридичних наук.

## Політична діяльність
З 2005 р. член партії Всеукраїнське об'єднання «Батьківщина»
Депутат Сумська міська рада V (2006–2010 рр.) та VI (2010–2015 рр.) скликань.
Кандидат у народні депутати від ВО «Батьківщина» на парламентських виборах 2019 року, № 205 у списку.
Голова Сумської РДА.

## Наукові праці
1. Рівні та види взаємодії органів місцевого самоврядування із правоохоронними органами України. http://pap.in.ua/4_2018/69.pdf [Архівовано 15 лютого 2020 у Wayback Machine.]
2. LEGAL PRINCIPLES OF CYBER PROTECTION OF CRITICAL INFRASTRUCTURE FACILITIES. V Shablystyi, V Prymachenko, A Filipp, L Doroshenko, V Burbyka. Journal of Legal, Ethical and Regulatory Issues 22 (6), 2019. https://www.abacademies.org/articles/Legal-principles-of-cyber-protection-of-critical-infrastructure-facilities-1544-0044-22-6-430.pdf [Архівовано 14 липня 2020 у Wayback Machine.]
3. Методи взаємодії органів місцевого самоврядування з правоохоронними органами. Наше право, 2017. http://www.irbis-nbuv.gov.ua/cgi-bin/irbis_nbuv/cgiirbis_64.exe?C21COM=2&I21DBN=UJRN&P21DBN=UJRN&IMAGE_FILE_DOWNLOAD=1&Image_file_name=PDF/Nashp_2017_1_14.pdf
4. Діяльність органів публічної влади щодо забезпечення стабільності та безпеки суспільства. А.М. Куліш, А.Н. Кулиш, Т.А. Кобзєва, Т.А. Кобзева- 2017.https://essuir.sumdu.edu.ua/bitstream/123456789/68053/1/Kulish_1367.pdf
5. Мета та завдання взаємодії органів місцевого самоврядування з правоохоронними органами.Європейські перспективи. - 2017. http://www.irbis-nbuv.gov.ua/cgi-bin/irbis_nbuv/cgiirbis_64.exe?C21COM=2&I21DBN=UJRN&P21DBN=UJRN&IMAGE_FILE_DOWNLOAD=1&Image_file_name=PDF/evpe_2017_1_15.pdf
6. Адміністративно-правові засади взаємодії органів місцевого самоврядування з правоохоронними органами.Сумський державний університет. - 2017. https://essuir.sumdu.edu.ua/bitstream/123456789/64936/1/diss_Burbyka.pdf
7. Методи взаємодії органів місцевого самоврядування з правоохоронними органами.Науковий вісник Ужгородського національного університету. Серія: Право. - 2014. http://www.irbis-nbuv.gov.ua/cgi-bin/irbis_nbuv/cgiirbis_64.exe?C21COM=2&I21DBN=UJRN&P21DBN=UJRN&IMAGE_FILE_DOWNLOAD=1&Image_file_name=PDF/nvuzhpr_2014_29(2.3)__24.pdf